# 姥堂站
姥堂站（日语：／ Ubadō eki */?）是位於福島縣喜多方市鹽川町新井田谷地字新井田谷地618番地，東日本旅客鐵道（JR東日本）的磐越西線車站。除了早上和黃昏部分列車，以及日間1班列車外，其他普通列車均通過此站。此站上下行停靠列車共有5往返班次。

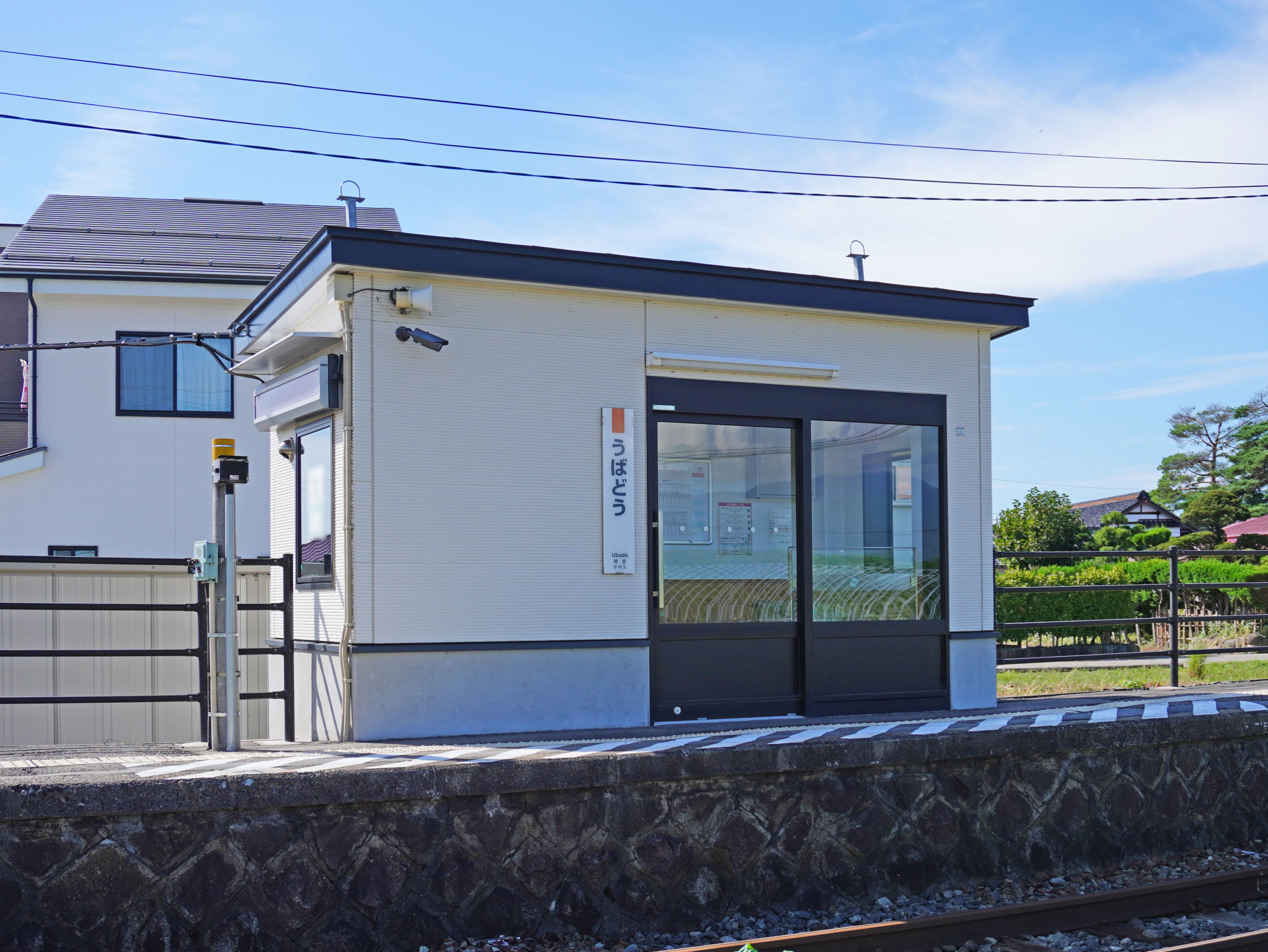
候車室（2022年9月）

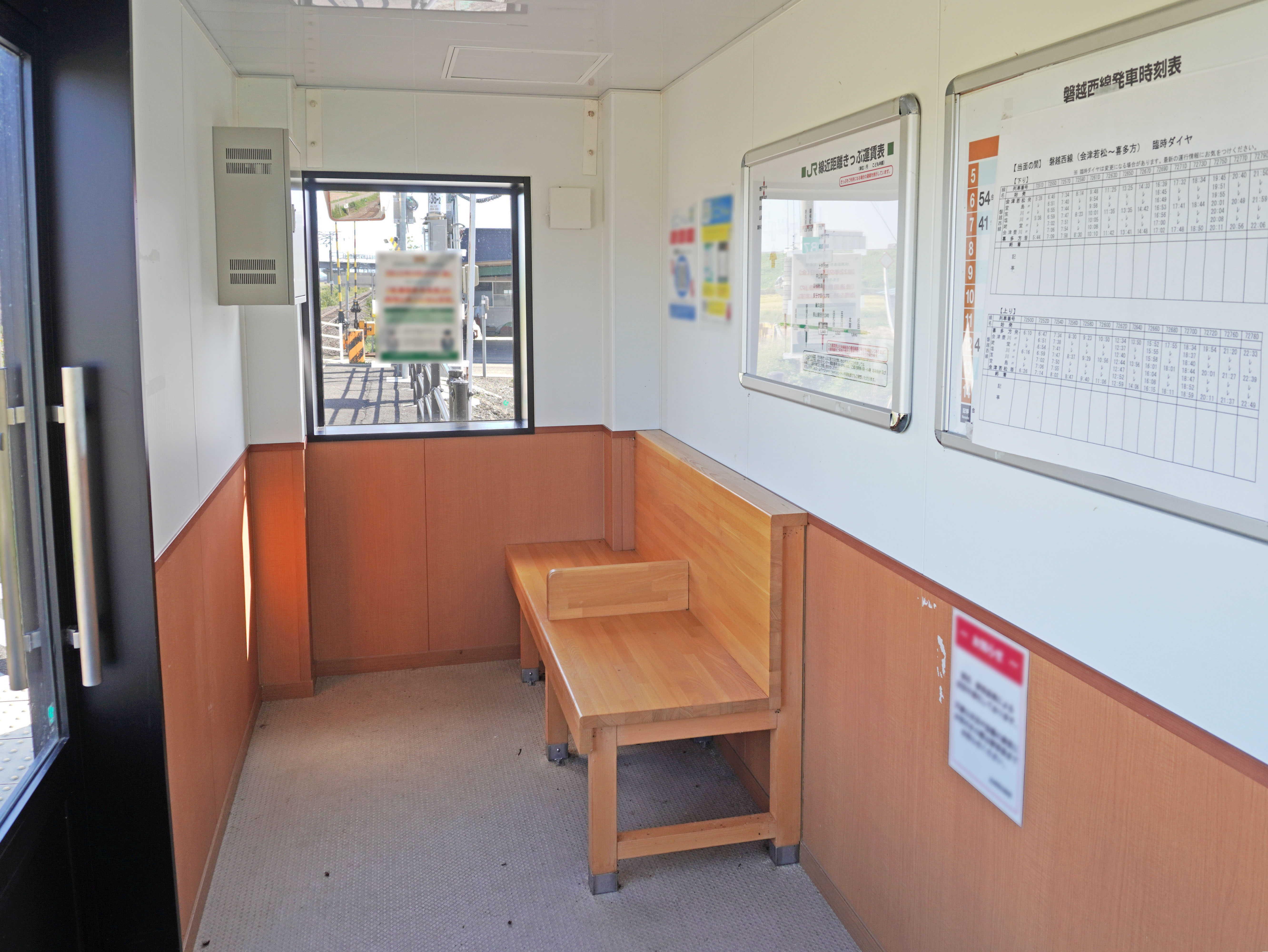
候車室内（2022年9月）

## 歷史
車站名稱取自車站啟用當時位於姥堂村。後來在合併後姥堂這個地名消失了，因有剩下了站名一處。
在1934年（昭和9年），會津地方內引入了柴油列車，行走短區間的班次。為了與巴士進行競爭而加設此站。基於上述原因，長距離行走的列車通過此站，只有區間列車停靠此站。有相同情況的車站中，由於戰時中實施石油消費規限，柴油列車一度停止使用，使此站暫停使用。在戰後車站重啟，但是變為所有列車停站。重開當初只有會津若松至喜多方之間的區間列車，現時只有部分列車停靠。

### 年表
- 1934年（昭和9年）11月1日：鐵道省車站啟用[1]。
- 1945年（昭和20年）6月10日：車站暫停服務。
- 1946年（昭和21年）6月10日：車站恢傷服務。
- 1987年（昭和62年）4月1日：伴隨國鐵分割民營化，車站由東日本旅客鐵道（JR東日本）營運[4]。
- 2012年（平成24年）3月17日：實施時間表修正，部分電動列車改用柴油列車，日間增加1往返班次。
- 2017年（平成29年）10月1日：隨著喜多方站成為業務委託車站，同日由會津若松站管理此站。

## 車站構造
此站是地面車站，設有1面1線的單式月台。沒有車站大樓和廁所。
此站是由會津若松站管理的無人車站。

## 使用狀況
在2004年度的1日平起乘車人次為5人。
| 乘車人員變化 | 乘車人員變化 |
| 年度         | 1日平均人次  |
| ------------ | ------------ |
| 2000         | 11           |
| 2001         | 8            |
| 2002         | 8            |
| 2003         | 8            |
| 2004         | 5            |

## 車站周邊
- 姥堂川
- 喜多方市姥堂保育所
- 喜多方市立姥堂小學
- AEON Town（日语：イオンタウン）鹽川
- cocokara fine（日语：ココカラファイン）鹽川上之台店
- 葵的士（株式會社）
- 日吉工業（株式會社）
- 國道121號（日语：国道121号）

## 相鄰車站
東日本旅客鐵道（JR東日本）
■磐越西線
□快速（包括「阿賀野」）
通過
■普通（只有部分列車停靠）
鹽川－姥堂－會津豐川

## 注腳
1. 1 2 3 4  . 東日本旅客鉄道.   [2014-10-23]. （原始内容存档于2020-10-20） （日语）.
2. 1 2 3 4 5 6 7 8  . 週刊JR全駅・全車両基地 (朝日新聞出版). 2013-08-04, (50): 24 （日语）.
3. ↑  岩成政和. . 鐵道雜誌. 2019年10月, (636): 20 – 35 （日语）.
4. ↑  『交通年鑑 昭和63年版』 交通協力會，1988年3月。
5. ↑  第120回福島県統計年鑑 （页面存档备份，存于）（日語）

## 外部連結
- 車站資訊（姥堂）：東日本旅客鐵道（日語）